# Omar Borrás
Pour les articles homonymes, voir Borrás.
Omar Bienvenido Borrás Granda est un footballeur uruguayen devenu entraîneur à la fin de sa carrière de joueur. Né le 15 juin 1929 et mort le 19 octobre 2022, il est notamment le sélectionneur de l'Uruguay lors de la phase finale de la Coupe du monde 1986 au Mexique.

## Carrière
En 1982, il devient sélectionneur de la Celeste, l'équipe nationale uruguayenne et a pour mission de qualifier les siens pour la prochaine Coupe du monde, organisée par le Mexique en 1986. Auparavant, il participe avec la sélection à l'édition 1983 de la Copa América. L'Uruguay termine à la première place du groupe du premier tour devant le Chili et le Venezuela. En demi-finales, elle se défait du Pérou (1-0, 1-1) puis remporte le trophée en s'imposant contre le Brésil. C'est le douzième titre uruguayen en Copa América.
Les qualifications pour la Coupe du monde 1986 voient les Uruguayens opposés au Chili et à l'Équateur. Ils remportent trois matchs et ne s'inclinent qu'une seule fois, au Chili, ce qui leur permet de finir premiers de leur poule et d'obtenir leur billet pour le Mexique, douze ans après sa dernière apparition, lors du mondial 1974. Le tirage au sort de la phase finale n'épargne pas les hommes de Borrás puisque les Uruguayens sont confrontés à la RFA, au Danemark et à l'Écosse. On lui attribue à l'occasion de ce tirage l'expression de groupe de la mort. Ils accrochent d'abord la RFA (1-1) avant de subir une déroute face aux Danois, s'inclinant sur le score sans appel de six buts à un. Le dernier match de poule, achevé sur un laborieux match nul sans but contre la Tartan Army leur permet pourtant de terminer parmi les quatre meilleurs troisièmes et de se qualifier ainsi pour les huitièmes de finale. Ils y retrouvent une autre formation sud-américaine, l'Argentine qui remporte la compétition une dizaine de jours plus tard. Son mandat à la tête de l'Uruguay s'achève en 1987, il est remplacé à son poste par Roberto Fleitas. 
L'année suivante, il part pour l'Arabie saoudite où la fédération le choisit pour mener les Faucons mais ne va rester que quelques mois à son poste, pendant une période où les techniciens sud-américains vont se succéder sur le banc saoudien (outre Borrás, l'Uruguayen Tastilo et les Brésiliens Osvaldo et Galletti vont effectuer de courts passages en Arabie saoudite).
Il meurt le 19 octobre 2022 à l'âge de 93 ans.

## Palmarès
- Vainqueur de la Copa América 1983 avec l'Uruguay